# ويليام باول جاريت
ويليام باول جاريت هو سياسي أمريكي، ولد في 22 أغسطس 1877 في هونولولو في الولايات المتحدة، وتوفي بنفس المكان في 10 نوفمبر 1929. نشط حزبياً في الحزب الديمقراطي.